# مشچیشویتسه
مشچیشویتسه (به لاتین: Mściszewice) یک روستا در لهستان است که در گمینا سولنچنو واقع شده‌است. مشچیشویتسه ۱٬۰۱۰ نفر جمعیت دارد.